# Pternistis castaneicollis
Il francolino collocastano (Pternistis castaneicollis (Salvadori, 1888)) è un uccello galliforme della famiglia dei Fasianidi diffuso in una fascia di territorio che attraversa l'Etiopia da sud-ovest a nord-est e nella Somalia settentrionale.

## Descrizione

### Dimensioni
Misura circa 33 cm di lunghezza, per un peso di 550-1200 g.

### Aspetto
Il becco è rosso, l'iride marrone. Le zampe sono di colore rosso-rosato. I sessi sono identici, ma la femmina è più piccola ed è praticamente priva di speroni, mentre il maschio ne ha due. Negli adulti, la fronte, le redini e il sopracciglio sono nerastri. Il cappuccio, la nuca e le copritrici auricolari presentano una tinta rosso-zenzero che diventa più bianca con delle macchie grigie sulla gola. Il collo e la parte superiore del petto sono rossicci con abbondanti macchioline grigio scuro. La parte bassa del petto e i fianchi sono striati di grigio-nerastro; i bordi esterni delle piume presentano dei margini castani che sono più larghi sul petto e sulla parte alta dei fianchi. La parte centrale della superficie ventrale è più biancastra. Le parti superiori sono di colore grigio-brunastro opaco. Il groppone e le copritrici sopra-caudali, di colore relativamente uniforme, contrastano fortemente con la mantellina, le scapolari e le copritrici, che sono fittamente marcate con motivi bianchi e neri a forma di «V» e presentano piume dai larghi bordi castani. Le remiganti sono grigio-brunastre.
I giovani assomigliano agli adulti, ma presentano un piumaggio più opaco, hanno il groppone e le copritrici sopra-caudali finemente barrati di camoscio e il becco di un rosso meno sgargiante.
Il francolino collocastano non può essere confuso con nessuno dei suoi congeneri che vivono nella stessa regione. Il francolino di Erckel occupa un areale più settentrionale. Il francolino di Harwood è più piccolo, ha una pelle orbitale rossa abbastanza sviluppata e non ha la fronte nera. Il francolino etiope non frequenta gli habitat forestali; ha becco giallastro e zampe e ali di colore rosso vivo che sono chiaramente visibili in volo. Al contrario, il francolino frontenera è così simile al francolino collocastano che in passato veniva considerato una sua sottospecie, ma occupa un areale più meridionale.

### Voce
Il richiamo di avviso sembra essere molto variabile. Il più delle volte si tratta di un kawar-kawar forte e stridulo accompagnato da alcuni kek kek kek rudi. Queste vocalizzazioni vengono spesso emesse di concerto dai due membri della coppia.

## Biologia
I francolini collocastano di solito vivono in coppia o in piccoli gruppi familiari nel sottobosco. Si possono osservare anche ai margini delle strade, lungo i sentieri forestali e nelle radure che beneficiano di un buon tappeto d'erba. Non sono particolarmente timidi e nei parchi nazionali sono anche notevolmente fiduciosi e socievoli. Questi uccelli sono attivi tutto il giorno, tranne durante la stagione secca, quando la maggior parte dell'attività è concentrata al mattino e alla sera. Durante la notte si riposano sugli alberi o negli arbusti della brughiera. Quando piove, sono riluttanti a scendere a terra nel sottobosco umido e rimangono appollaiati fino a tarda mattinata o a mezzogiorno. Se vengono disturbati mentre si nutrono, si affrettano a correre al riparo, preferibilmente prendendo un sentiero in salita. Anche quando sono in pericolo, i francolini collocastano sono restii a volare via e preferiscono ripararsi sugli alberi, che costituiscono degli ottimi ripari contro i predatori. Gli individui che vivono nelle brughiere dove gli arbusti sono molto scarsi sono maggiormente disposti ad alzarsi in volo. Quando si trovano all'interno di fitte foreste, questi uccelli fanno sentire i loro richiami al mattino presto e alla sera.

### Alimentazione
Nel suo libro Pheasants, partridges and grouses, Steve Madge non fornisce assolutamente alcuna informazione sulla dieta di questa specie. È tuttavia probabile che, come la maggior parte dei francolini africani, questo galliforme abbia una dieta mista composta sia da piante che da insetti.

### Riproduzione
I francolini collocastano sono probabilmente uccelli monogami. Il nido è una semplice depressione che la femmina crea grattando con le zampe sotto un cespuglio o all'interno del sottobosco. La covata consiste in 5 o 6 uova color crema. La deposizione può aver luogo in periodi diversi dell'anno, generalmente nei mesi più secchi. In Etiopia la nidificazione è molto attiva tra ottobre e marzo. In Somalia essa si svolge alla fine di maggio e negli ultimi giorni di dicembre. Non abbiamo nessuna informazione relativa all'incubazione e alle cure parentali.

## Distribuzione e habitat
Questa specie vive nell'estremità orientale del continente, non lontano dal Corno d'Africa. Il suo areale si estende dalla Somalia nord-occidentale alle regioni montuose dell'Etiopia, a sud e ad est della Rift Valley. Prosegue leggermente verso ovest fino a comprendere il bacino del fiume Omo e la provincia di Kaffa, la cui capitale è Jimma. Dopo che la sottospecie atrifrons è stata dichiarata una specie a parte, il francolino collocastano è considerato monotipico: le sottospecie bottegi, gofanus, ogoensis e kaffanus non sono più ritenute valide e vengono abitualmente integrate in castaneicollis.
I francolini collocastano frequentano i boschetti e gli arbusti che si trovano nelle radure e ai margini delle foreste di montagna. Al di sopra della linea degli alberi si possono osservare nelle brughiere ricoperte da piccoli arbusti rachitici e sparsi. L'habitat di questi uccelli si situa tra 2 500 e 4 000 metri, ma la loro densità è generalmente maggiore tra 3 100 e 3 500 metri. In Somalia, i francolini collocastano vivono nelle foreste aride di ginepro tra i 1 200 e i 2 250 metri.

## Conservazione
Questa specie è piuttosto comune sulle montagne di Bale e sui monti degli Arussi, nel sud dell'Etiopia, ma è meno frequente nell'ovest del Paese e in Somalia. La IUCN la classifica come «specie a rischio minimo» (Least Concern).